# Roger Allers
Roger Allers (nascido em 1949) é um diretor, roteirista, artista de storyboard, cartunista e dramaturgo americano. Ele é mais conhecido por co-dirigir o filme de animação tradicional de maior bilheteria na história, O Rei Leão da Walt Disney Animation Studios, e por escrever a adaptação da Broadway, O Rei Leão.

## Biografia
Nascido em Rye, Nova York, mas criado em Scottsdale, Arizona, Allers se tornou um fã de animação aos cinco anos de idade, depois de ver Peter Pan da Disney. Decidir o que ele queria buscar uma carreira na Disney e até mesmo trabalhar ao lado de Walt Disney, alguns anos mais tarde, ele foi enviado para a Disneylândia para um  kit de animação. No entanto, Allers, até então um estudante do ensino médio, cresceu desanimado sobre a realização de seu sonho quando ele soube da morte de Walt Disney, em 1966.
Apesar de não ter a oportunidade de conhecer Walt, Allers ainda conseguiu uma graduação em Artes pela Universidade do Estado do Arizona. Mas quando ele se matriculou em uma aula na Universidade de Harvard, percebeu que seu interesse em animação foi revitalizado. Depois de receber seu diploma em Artes plásticas, ele passou os próximos dois anos viajando e vivendo na Grécia. Enquanto estava lá, ele passou algum tempo vivendo em uma caverna, e, eventualmente, encontrou Leslee, quem mais tarde se casou. Allers aceitou um emprego na Flynn Studios, onde ele trabalhou como animador de projetos como A Rua Sésamo, The Electric Company, Make a Wish, e vários outros comerciais.
Em 1978, ele se mudou para Los Angeles com Steven Flynn para trabalhar em um filme intitulado Animalympics , que ele escreveu a história, design de personagens e animação para o filme. Três anos mais tarde, Allers serviu como membro da equipe de storyboard de Tron, que foi o primeiro filme do qual ele trabalhou. Em 1980, Allers e sua família mudou-se para Toronto, Canadá, onde trabalhou por Nelvana Estúdios como animador em um recurso intitulado Rock & Rule. Após um breve retorno a Los Angeles, Allers fez desde design de personagens, animação preliminar e desenvolvimento da história para animação japonesa, Little Nemo: Adventures in Slumberland. Nos próximos dois anos, ele residiu em Tóquio para servir como um diretor de animação e supervisionar os artistas japoneses.
Voltando para Los Angeles em 1985, ele soube que a Disney estava procurando por um artista de storyboard para trabalhar em Oliver & Company. Quando ele se candidatou para o trabalho, Allers foi convidado a desenhar alguns exemplos como experiência, e trabalhou em portfólio e foi contratado logo em seguida. Desde então, ele atuou como um artista de storyboard em A Pequena Sereia, The Prince and the Pauper, e The Rescuers Down Under antes que ele foi nomeado Chefe de História em Beauty and the Beast. Quando seu trabalho em Beauty foi concluído, Allers tornou-se artista de storyboard durante a re-escrita de Aladdin.
Em outubro de 1991, Allers assinou um contrato para co-dirigir King of the Jungle, ao lado de  George Scribner'. Allers trouxe a bordo Brenda Chapman, que viria a ser a chefe de história. Depois, vários dos principais membros da equipe, incluindo Allers, Scribner', Don Hahn, Chapman, e a produção do designer Chris Sanders, fizeram uma viagem para o Parque Nacional Hell's Gate no Quênia, a fim de estudar e obter uma valorização do ambiente para o filme. Depois de seis meses trabalhando no desenvolvimento da história, Scribner' decidiu deixar o projeto, depois dele ter brigado com Allers e os produtores por causa da sua decisão de transformar o filme em um musical, Scribner's tinha a intenção de fazer um filme mais documentário focado em aspectos naturais. Após a saída de Scribner e insatisfeito com a história original, Allers, juntamente com Hahn, Sanders, Chapman, e os diretores Kirk Wise e Gary Trousdale ,conceberam uma nova história de destaque para o cinema, ao longo de dois dias, em fevereiro de 1992.
Em abril de 1992, Rob Minkoff , foi atribuído como co-diretor, e o título foi alterado para O Rei Leão.
Após o lançamento de O Rei Leão, Allers e o roteirista Mateus Jacobs concebeu a ideia do Kingdom of the Sun, e o desenvolvimento do projeto foi encaminhado em 1994. Enquanto isso, Disney Theatrical Group tinha começado a produção musical da Broadway de O Rei Leão, tal como haviam feito com A bela e a Fera. Primeiramente cético, Allers juntou-se a equipe da produção da Broadway e, juntamente com o co-roteiristas de Rei Leão, Irene Mecchi, escreveu o libreto para o qual ambos foram nomeados ao Prêmio Tony de Melhor Libreto de um Musical. Depois de quase quatro anos no Reino do Sol, Allers pediu para deixar o projeto devido a diferenças criativas com o co-diretor Mark Dindal, exibições testes mal-recebidas, e a falha em cumprir seus prazos promocionais. Em última análise, o projeto foi reformulado em The Emperor's New Groove, e Allers começou a trabalhar em Lilo & Stitch, como um supervisor adicional da história. Em 2001, ele foi abordado por Hahn para dirigir o curta-metragem, The Little Matchgirl. O projecto durou quatro anos de trabalho, e apareceu com um bônus em A Pequena Sereia Platinum Edition DVD.
Enquanto isso, Allers apresentou o conto-balada de folk céltico Tam Lin para Michael Eisner, que na época estava em uma luta corporativa com Roy E. Disney. Uma vez que ele reconheceu o projeto como "bebê" de Disney, ele se recusou a luz verde ao projeto. Em maio de 2003, foi anunciado que Allers e Brenda Chapman dirigir Tam Lin para a Sony Pictures Animation. No entanto, um ano mais tarde, Allers foi recrutado para servir como diretor na Open Season juntamente com o diretor Jill Culton e co-diretor Anthony Stacchi, com os talentos vocais de Martin Lawrence e Ashton Kutcher.
Em janeiro de 2012, foi anunciado que Allers irá supervisionar a estrutura narrativa, bem como supervisionar a produção de uma adaptação animada de O Profeta. Em Maio de 2014, uma versão não-finalizada de O Profeta, foi exibida no Festival de Cinema de Cannes, e recebeu um lançamento limitado em agosto de 2015.

## Vida pessoal
Allers é casado com Leslee Allers, com quem vive em Venice, Califórnia, e tem uma filha, Leah, e o filho, Aidan.